# Вилиска (Ајова)
Вилиска (енгл. Villisca) град је у америчкој савезној држави Ајова. По попису становништва из 2010. у њему је живело 1.252 становника.

## Демографија
Према попису становништва из 2010. у граду је живело 1.252 становника, што је -92 (-6.8%) становника више него 2000. године.
| Група             | 2000.         | 2010.         |
| Белци             | 1.327 (98,7%) | 1.192 (95,2%) |
| Афроамериканци    | 1 (0,1%)      | 2 (0,2%)      |
| Азијати           | 1 (0,1%)      | 2 (0,2%)      |
| Хиспаноамериканци | 5 (0,4%)      | 37 (3,0%)     |
| Укупно            | 1.344         | 1.252         |